# Karl-Anthony Towns
Pour les articles homonymes, voir Towns.
Karl-Anthony Towns Jr., né le 15 novembre 1995 à Edison dans le New Jersey, est un joueur dominicano-américain de basket-ball. Il évolue au poste de pivot voire d'ailier fort au sein des Knicks de New York en National Basketball Association (NBA).
Sélectionné en première position lors de la draft 2015 de la NBA, il obtient le titre de Rookie de l'année à l'issue de la saison 2015-2016. Il est sélectionné 5 fois au NBA All-Star Game.

## Biographie

### Jeunesse
Towns est né à Edison (New Jersey), d'un père afro-américain, Karl Towns Sr., et d'une mère dominicaine, Jacqueline Cruz, décédée le 13 avril 2020 des suites du coronavirus.
Il a grandi à Piscataway (New Jersey) où il a étudié l'école Lake Nelson Seventh-Day Adventist, avant d'être transféré à l'école Theodore Schor Middle School de Notre-Dame de Fatima en 2009. Il a alors décidé de refaire sa 7e année, dans le but de se développer encore plus.
Le père de Towns a joué pour les Hawks de l'université Monmouth et a entraîné le lycée technique Piscataway, où le prometteur Karl-Anthony s'est entraîné avec les juniors en tant que 5.

### Carrière lycéenne
Il passe deux années au lycée Saint-Joseph à Metuchen dans le New Jersey.
Le 6 janvier 2013, il réalise un quadruple-double en terminant une rencontre avec 16 points, 17 rebonds, 11 contres et 11 passes décisives. Un an plus tard, le 5 janvier 2014, il en réalise un second avec 20 points, 14 rebonds, 12 contres et 10 passes décisives.
Il est nommé Joueur Gatorade de l'année 2014.

### Carrière universitaire

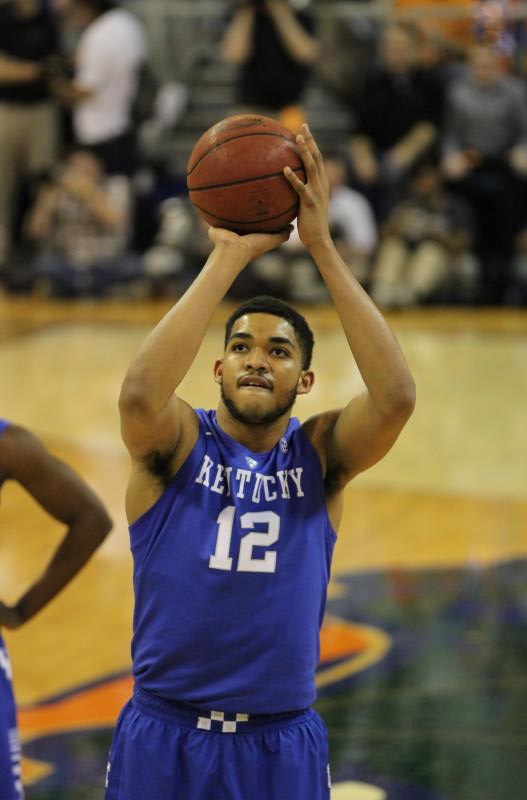
Karl-Anthony Towns sous les couleurs des Wildcats du Kentucky

En 2014, Towns choisit d'aller chez les Wildcats du Kentucky.
Kentucky utilise un système qui permet à chaque joueur de disputer près de la moitié de chaque rencontre. Towns est attendu parmi les premiers choix de la Draft 2015 de la NBA. Il fait des études de kinésithérapie et espère devenir un docteur après sa carrière de basketteur.
Longtemps positionné dans les prévisions de la draft 2015 derrière l'intérieur de Duke Jahlil Okafor, il est finalement attendu en première position a la draft après de bonnes performances au tournoi NCAA. Il est alors considéré comme un meilleur défenseur, et a un plus gros potentiel offensif qu'Okafor.
Le 9 avril 2015, Towns et ses coéquipiers Andrew Harrison, Aaron Harrison, Dakari Johnson, Devin Booker, Trey Lyles et Willie Cauley-Stein inscrivent leur nom à la Draft de la NBA. Ce sont les Timberwolves du Minnesota qui disposent du premier choix.

## Carrière professionnelle

### Timberwolves du Minnesota (2015-2024)

#### Saison 2015-2016: Rookie de l'année
Le 25 juin 2015, Towns est sélectionné par les Timberwolves du Minnesota avec le 1er choix de la Draft 2015 de la NBA.
Il fait ses débuts contre les Lakers de Los Angeles le 28 octobre, où il enregistre 14 points et 12 rebonds en tant que titulaire dans la victoire des siens. Le match suivant, dans une victoire face aux Nuggets de Denver, il termine avec 28 points et 14 rebonds. Sur ses 13 premiers matchs de la saison, Towns enregistre des moyennes de 16,0 points et 10,4 rebonds par match. Cela lui vaudra l'honneur d'être élu rookie du mois de novembre de la Conférence Ouest, devenant ainsi le 7e joueur de l'histoire des Wolves à remporter cette récompense.
Le 5 décembre, Towns enregistre 27 points et 12 rebonds, dans une défaite face aux Trail Blazers de Portland. Le 9 décembre, ce sera 26 points et 14 rebonds face aux Lakers de Los Angeles, dans une victoire en prolongations. Le 20 janvier 2016, il réalise un de ses meilleurs matchs de la saison, avec 27 points, 17 rebonds et 6 contres dans une défaite face aux Mavericks de Dallas. Le 29 janvier, dans une défaite face au Jazz de l'Utah, il devient le plus jeune joueur, depuis Kevin Durant en 2008, à marquer au moins 30 points et prendre 10 rebonds, avec sa performance à 32 points et 12 rebonds. Ainsi, Towns est à nouveau élu rookie du mois de la Conférence Ouest, après l'avoir également été au mois de décembre. Le 10 février, il réalise son record de saison avec 35 points, dans une victoire face aux Raptors de Toronto. Trois jours plus tard, il remporte le NBA All-Star Skills Challenge face au meneur des Celtics, Isaiah Thomas. Le 27 février, face aux Pelicans de La Nouvelle-Orléans, il enregistre 30 points et 15 rebonds dans la victoire des siens. Il sera ainsi, pour la quatrième fois consécutive, élu rookie du mois de la Conférence Ouest, rejoignant son coéquipier Andrew Wiggins, comme le second joueur de l'histoire des T'Wolves à remporter quatre fois de suite cette récompense.
Le 25 mars, Towns devient le rookie de Minnesota à avoir récupérer le plus de rebonds sur une saison, surpassant le record de Kevin Love. Le 7 avril, il réalise son 50e double-double de la saison dans une victoire face aux Kings de Sacramento. Quatre jours plus tard, dans une défaite face aux Rockets de Houston, Towns devient le rookie des Timberwolves à avoir marqué le plus de points dans une saison, surpassant le record de Christian Laettner. À noter que plus tôt dans la journée, Towns a été élu joueur de la semaine de la Conférence Ouest. Lors du dernier match de la saison régulière des siens, Towns enregistre 28 points et 14 rebonds dans une large victoire face aux Pelicans de La Nouvelle-Orléans.
Sur l’ensemble de la saison, et après avoir été titulaire lors de chacune des rencontres de Minnesota, Towns finit avec des moyennes de 18,3 points, 10,5 rebonds et 1,7 contre. Il sera alors, logiquement et à l'unanimité, élu NBA Rookie de l'année. Il est également devenu le premier joueur de l'histoire des Timberwolves du Minnesota à avoir été élu chaque mois rookie du mois, ainsi que le 5e joueur de l'histoire à être élu NBA Rookie de l'année à l'unanimité (les autres étant Ralph Sampson, David Robinson, Blake Griffin et Damian Lillard). Towns sera alors sélectionné dans la NBA All-Rookie First Team.

#### Saison 2016-2017
Le 30 novembre 2016, Towns réalise son record de points dans un match avec 47 points, accompagné de 18 rebonds, dans une défaite face aux Knicks de New York. Âgé de 21 ans, il devient alors le 3e plus jeune joueur de l'histoire avec au moins 45 points et 15 rebonds dans un match. De plus, il est passé très près de battre le record du nombre de points inscrit dans le 1er quart-temps par un joueur des T'Wolves (22 points contre 24 pour Chauncey Billups).
Face aux Hornets de Charlotte, le 3 décembre, Towns enchaîne alors un 27e match consécutif avec au moins un contre. Le 17 décembre, dans une défaite en prolongations face aux Rockets de Houston, il enregistre 41 points, 15 rebonds et 5 passes. Le 28 décembre, il réalise son premier triple-double en carrière face aux Nuggets de Denver avec 15 points, 11 rebonds et 10 passes. Le 19 janvier 2017, il enregistre 37 points, 12 rebonds et 5 passes face aux Clippers de Los Angeles, dans une victoire. Trois jours plus tard, il termine avec 32 points, 12 rebonds, 7 passes et 4 contres dans une victoire face aux Nuggets. Il devient ainsi le second joueur de l'histoire de la franchise avec deux matchs consécutifs avec au moins 30 points, 10 rebonds et 5 passes (Kevin Garnett l'ayant réalisé à cinq reprises).
Le 25 février, dans une défaite face aux Rockets, il termine la partie avec 37 points et 22 rebonds, réalisant ainsi son premier double double-double en carrière (au moins 20 unités dans 2 catégories distinctes). Le 8 mars, il finit avec 29 points et 14 rebonds face aux Clippers de Los Angeles. Towns devient ainsi le second plus jeune joueur de l'histoire de la NBA à atteindre la barre des 100 double-double en carrière (le plus jeune étant Dwight Howard). Cinq jours plus tard, il est nommé pour la deuxième fois de sa carrière joueur de la semaine de la Conférence Ouest. Le 9 avril, dans une défaite face aux Lakers de Los Angeles, Towns enregistre 40 points et 21 rebonds. Trois jours plus tard, pour le dernier match de la saison régulière, dans une défaite face à Houston, il réalise son troisième double double-double en carrière, et de la saison, avec 28 points et 21 rebonds. Durant ce match, Karl-Anthony surpasse ainsi Kevin Love, pour le plus grand nombre de points inscrit durant une saison, alors qu'il n'a que 21 ans.
Sur l'ensemble de la saison, Towns enregistre des moyennes de 25,1 points, 12,3 rebonds et 1,3 contre par match. Il devient également le premier joueur de l'histoire à finir une saison régulière avec au moins 2 000 points (2 061), 1 000 rebonds (1 007) et 100 tir à 3-points (101).Malgré cela, Towns n'arrive pas à envoyer les siens en playoffs, finissant à la 13e place de la Conférence Ouest.

#### Saison 2017-2018
Pour la saison 2017-2018, Jimmy Butler, fraichement arrivé, prend la place de patron des Timberwolves, et devient une sorte de mentor pour les jeunes encore présents comme Towns et Andrew Wiggins.
Le 15 novembre 2017, Towns inscrit 26 points et 16 rebonds pour les Wolves, la nuit où il a 22 ans, aidant son équipe à mettre fin à une série de 12 défaites consécutives contre les Spurs de San Antonio avec une victoire de 98 à 86. Pour la semaine du 13 au 19 novembre, il est alors élu joueur de la semaine de la Conférence Ouest, pour la 3ème fois de sa carrière.
Le 14 décembre 2017, contre les Sacramento Kings, Towns inscrit 30 points, 14 rebonds, 5 passes décisives et 5 contres, rejoignant Kevin Garnett comme le seul joueur des Wolves à récolter plus de 30 points, 10+ rebonds, 5+ passes décisives et 5+ contres. en un seul match.
Le 23 janvier 2018, Towns est nommé réserviste pour le All-Star Game, dans l'équipe de la Conférence Ouest, pour la première fois en carrière. Il y retrouve son coéquipier Jimmy Butler.
Le 20 mars, il réalise son 60e double-double, avec 30 points et 10 rebonds lors d'une victoire de 123 à 109 contre les Clippers de Los Angeles. Le 28 mars, il bat le précédent record de franchise de points marqués en un match, avec 56, auxquels il ajoute 15 rebonds, dans une victoire des Timberwolves contre les Hawks d'Atlanta 126-114. Ses 56 points dépassent le record de franchise de Mo Williams de 52 points établi le 13 janvier 2015 contre les Indiana Pacers. Il est également devenu le plus jeune joueur (22 ans et 133 jours) a inscrire 50 points et prendre 15 rebonds dans un match depuis Shaquille O'Neal (22 ans et 45 jours) le 20 avril 1994, contre les Timberwolves.
Lors du dernier match de la saison régulière des Timberwolves le 11 avril 2018, Towns inscrit 26 points et 14 rebonds lors d'une victoire de 112 à 106 en prolongation contre les Denver Nuggets. Cette victoire a permis aux Wolves de se qualifier pour les playoffs pour la première fois depuis 2004. A cette époque, aucune équipe de la ligue n'était restée plus longtemps sans apparition en série éliminatoire que les Timberwolves. Ce match contre les Nuggets de Denver était une sorte de match à élimination, car Denver se battait également pour sa place en playoffs ce soir-là (ils terminent alors 9èmes, à une victoire des Wolves).
Pour ses premiers playoffs en carrière, Karl-Anthony Towns joue contre les Rockets de Houston, dans une série que les Wolves perdent 4 match à 1. Il inscrit en moyenne 15,2 points, 13,4 rebonds, 2,2 passes décisives, et 1 contre par match sur cette série.
A la fin de la saison, il est nommé dans la All-NBA Third Team avec son coéquipier Jimmy Butler.

#### Saison 2018-2019
Après une élimination au premier tour des playoffs 2018, des tensions éclatent dans l'effectif des Minnesota Timberwolves. Le 19 septembre 2018, après un entrainement, Jimmy Butler, arrivé la saison précédente, demande son transfert, car il ne veut plus jouer avec les Wolves. il expliquera plus tard que l'attitude des jeunes ne lui plaisait pas. Il reproche par exemple à Karl-Anthony Towns et Andrew Wiggins un manque de travail, de sérieux, et d'implication en défense.
Le 23 septembre 2018, Towns signe une prolongation de contrat pour la somme de 190 millions de dollars sur cinq ans avec Minnesota.

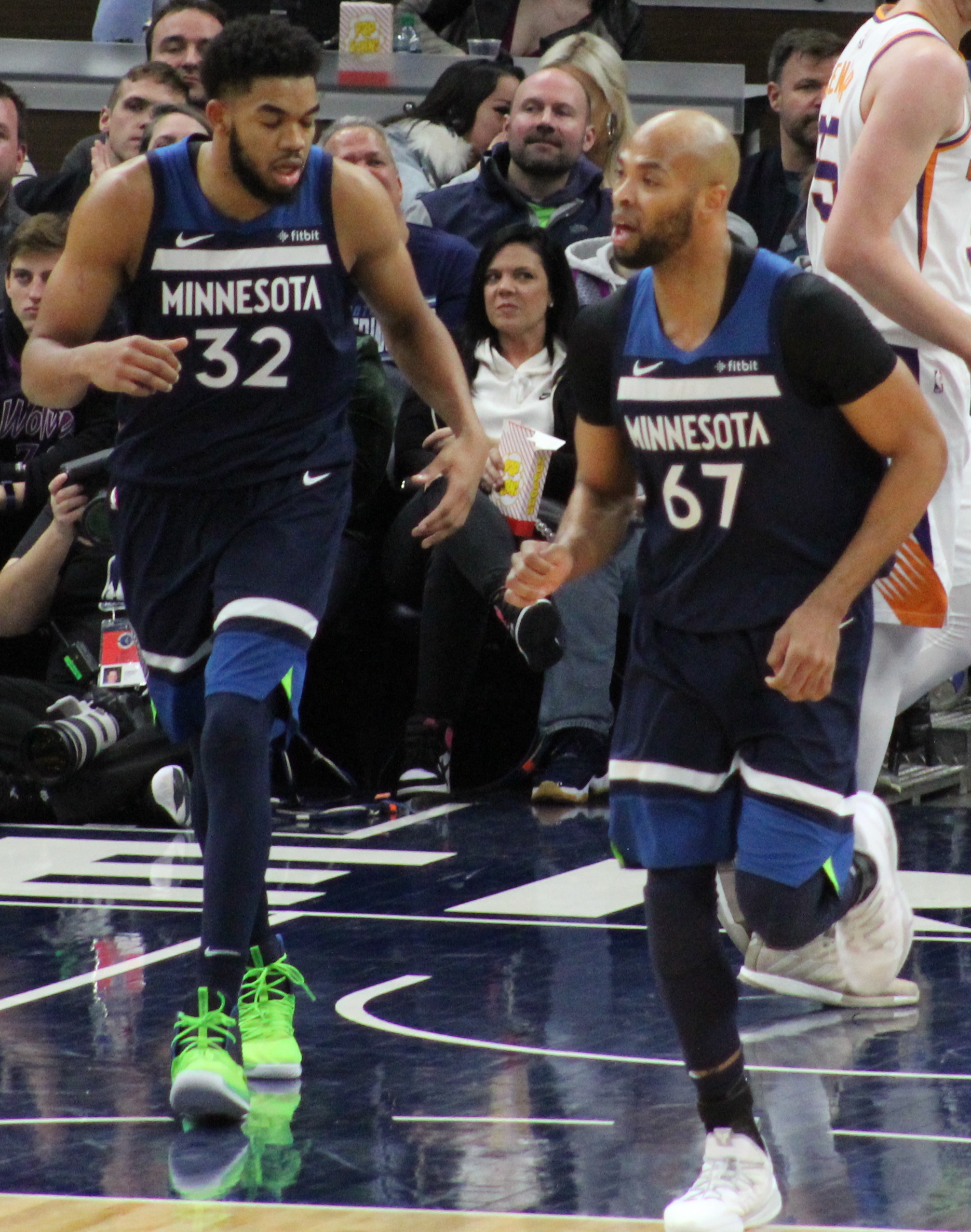
Karl-Anthony Towns, avec Taj Gibson

Le 9 novembre, il inscrit 39 points et 19 rebonds dans une défaite de 121 à 110 contre les Kings de Sacramento. Le 5 décembre, Towns score 35 points, et prend 12 rebonds lors d'une victoire de 121 à 104 contre les Charlotte Hornets. Lors du même match, il égale son record en carrière de contres sur un match avec 6 unités.
Le 12 janvier 2019, il inscrit 27 points et 27 rebonds, son record en carrière, lors d'une victoire de 110 à 106 contre les Pélicans de la Nouvelle-Orléans.
Le 1er février, il est sélectionné pour son deuxième All-Star Game en tant que remplaçant.
Le 22 février, Towns rate le premier match de sa carrière contre les Knicks de New York après avoir été placé dans le protocole pour commotion cérébrale à la suite d'un accident de voiture au Minnesota. Il avait enregistré 303 titularisations consécutives, le plus long début de carrière sans interruption depuis la saison 1970-1971. Le protocole de commotion cérébrale le force à rater un deuxième match.
Pour son retour a la compétition, le 25 février, il enregistre 34 points et 21 rebonds dans une victoire de 112 à 105 contre les Kings. Le 5 mars, Towns devient le 5ème meilleur marqueur de la franchise des Minnesota Timberwolves, en inscrivant 41 points et 14 rebonds lors d'une victoire de 131 à 120 contre le Thunder d'Oklahoma City. Il dépasse ainsi Wally Szczerbiak (6 777 points avec la franchise). Le pivot termine la saison avec la moyenne de rebonds la plus élevée de sa carrière à ce jour, à 12,4 rebonds par match.

#### Saison 2019-2020
Le 23 octobre 2019, lors du premier match de la saison des Timberwolves, Towns marque 36 points, prend 14 rebonds, contre 3 tirs et réalise 3 interceptions dans une victoire de 127 à 126 contre les Brooklyn Nets. Le 31 octobre, il est suspendu pour deux matchs, sans salaires, en raison d'une altercation avec Joel Embiid lors d'un match contre les 76ers de Philadelphie.
Cette année, la saison NBA seras raccourcie, a cause de la pandémie de COVID-19, et Towns joue 35 matches. Il termine alors la saison avec la moyenne de score la plus élevée de sa carrière à ce jour, à 26,5 points par match.
Le 13 avril 2020, sa mère, Jacqueline Cruz-Towns, décède à l'âge de 59 ans, en raison de complications liées à la COVID-19. Très touché par la perte de sa mère, Towns fait un don de 100 000 $ à la clinique Mayo du Minnesota, afin de lutter contre la pandémie.

#### Saison 2020-2021
De retour à la compétition fin décembre 2020, pour une nouvelle saison, Towns rejoint le 27 décembre 2020 les membres d'un groupe spécial, en tant que seuls joueurs de l'histoire de la NBA à accumuler plus de 8 000 points, 4 000 rebonds et 1 000 passes décisives en 360 matchs ou moins. Seuls Kareem Abdul-Jabbar, Tim Duncan, Elgin Baylor et David Robinson étaient alors dans ce groupe.
À la mi-janvier 2021, Towns tombe malade de la COVID-19 et rate 13 matchs. Il fait son retour sur les terrains le 10 février, inscrivant 18 points et 10 rebonds lors d'une défaite contre les Clippers de Los Angeles. Le 23 février, il réalise son record en carrière de passes décisives sur un match avec 11 unités, ainsi que 26 points et 8 rebonds dans une défaite 139 à 112 contre les Milwaukee Bucks.
Le 17 mars, Towns inscrit 41 points, ainsi que 10 rebonds et 8 passes décisives dans une victoire de 123 à 119 contre les Phoenix Suns. Dans le même match, son coéquipier Anthony Edwards réalise son record en carrière de points inscrit sur un match avec 42 points. Ce n'est que la deuxième fois dans l'histoire de la franchise des Timberwolves que deux joueurs marquaient plus de 40 points dans le même match.

#### Saison 2021-2022

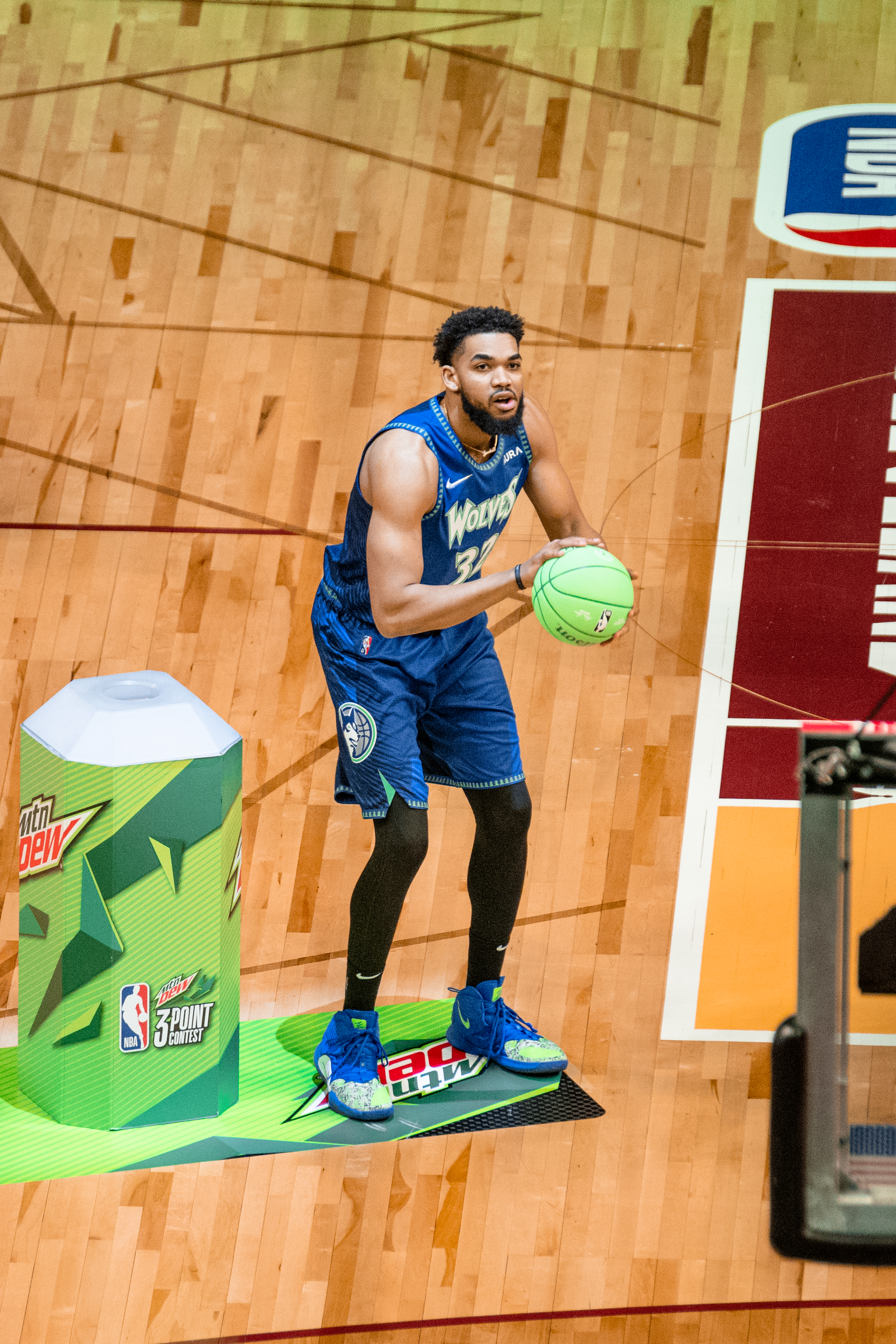
Karl-Anthony Towns au Three-point Contest du All-Star Game 2022

Le 9 janvier 2022, Towns inscrit 40 points, ainsi que neuf rebonds et sept passes décisives, lors d'une victoire de 141 à 123 contre les Rockets de Houston. Le 3 février, il est nommé réserviste pour le NBA All-Star Game 2022.
Lors du Three-point Contest du All-Star Game 2022, il devient le premier pivot à remporter ce concours, battant Luke Kennard et Trae Young en finale.
Le 7 mars, Towns est nommé joueur de la semaine de la Conférence Ouest après avoir mené les Wolves dans une semaine parfaite à 4 victoires pour 0 défaites..
Le 14 mars, il inscrit 60 points (dont 32 durant le 3ème quart-temps) et capte 17 rebonds dans une victoire des siens face aux Spurs. Il signe alors son record personnel tout comme celui de la franchise au scoring. Il rejoint donc James Harden (61/15) et Shaquille O’Neal (61/23) avec un match à 60 points ou plus et 15 rebonds ou plus lors des 30 dernières saisons.
A l'issue de la saison régulière, il joue les playoffs pour la seconde fois de sa carrière, ce contre les Grizzlies de Memphis. Le 16 avril, lors du premier match de la série, Towns enregistre 29 points et 13 rebonds dans une victoire de 130 à 117 contre Memphis. Le 23 avril, il inscrit 33 points (son record en carrière sur un match de playoffs) et 14 rebonds lors d'une victoire de 119 à 118 dans le quatrième match. Mais les Wolves perdent finalement la série 4-2 et sont par conséquent éliminés des playoffs 2022.

#### Saison 2022-2023
Le 28 novembre 2022, lors de la défaite 142-127 des Timberwolves du Minnesota contre les Wizards de Washington, Towns sort au troisième quart temps à cause d'une blessure au mollet droit. Le lendemain, les Timberwolves annoncent qu'il serait mis à l'écart indéfiniment en raison de cette blessure, manquant ainsi un total de 52 matchs sur cette saison.
Le 9 avril, lors du dernier match de la saison 2022-23, Towns inscrit 30 points et 8 rebonds pour aider les Timberwolves à gagner 113 à 108 contre les Pélicans de la Nouvelle-Orléans. Grâce à cette victoire, les Wolves sont qualifiés pour le play-in tournament, à la 8ème place.
Au premier tour, les Timberwolves sont éliminés des playoffs par le futur champion de la NBA, les Nuggets de Denver, malgré une performance de 26 points et 11 rebonds de Towns lors de la défaite finale du cinquième match.

#### Saison 2023-2024
Longtemps pressenti comme transférable pour la saison suivante, Karl-Anthony Towns est tout de même conservé dans l'effectif pour la saison 2023-2024.
Le 18 novembre 2023, Towns inscrit 29 points, 6 rebonds, 9 passes décisives, 2 contres, et le lay-up de la victoire (121 à 120) contre les Pélicans de la Nouvelle-Orléans. Le 16 décembre, il marque 40 points et prend 12 rebonds lors de la victoire 127 à 109 contre les Indiana Pacers. Le 22 janvier 2024, Towns bat le record de points de la franchise, avec 62 points, dont 44 en première mi-temps, dans une défaite de 128 à 125 contre les Hornets de Charlotte.
Le 1er février, il est nommé à son quatrième All-Star Game, en tant que réserviste de la Conférence Ouest. Lors du All-Star Game 2024, Towns est devenu le quatrième joueur de l'histoire de la NBA à enregistrer 50 points ou plus dans le All-Star Game et le premier joueur à enregistrer 30 points ou plus en un quart-temps dans un All-Star Game. Sur ce match, il inscrit 50 points, 8 rebonds et 3 passes décisives dans une défaite contre l'Est.
Le 7 mars, Towns se blesse avec une déchirure du ménisque gauche, le laissant indéfiniment absent. Malgré tout, il fait son retour a la compétition le 12 avril, lors du match contre les Hawks d'Atlanta, en inscrivant 11 points, 8 passes décisives, 5 rebonds et 1 contre en 28 minutes.
Lors de cette saison, Karl-Anthony Towns s'est beaucoup amélioré en défense, secteur de jeu qui lui faisait défaut depuis son arrivée en NBA. Au côté de Rudy Gobert, il forme l'une des raquettes les plus difficile à attaquer sur cette saison.
Lors du quatrième match du premier tour des playoffs NBA 2024, Towns inscrit 28 points et prend 10 rebonds lors d'une victoire de 122 à 116 contre les Phoenix Suns.

### Knicks de New York (depuis 2024)
Le 28 septembre 2024, trois jours avant le Media Day (journée de présentations des équipes aux médias) Karl-Anthony Towns est transféré vers les Knicks de New York contre Julius Randle, Donte DiVincenzo et un premier tour de draft (le choix des Détroits Pistons de 2025, protégé Top 13),. 

## Clubs successifs
- 2014-2015 :  Wildcats du Kentucky (NCAA)
- 2015-2024 :  Timberwolves du Minnesota (NBA)
- Depuis 2024:  Knicks de New-York (NBA)

## Palmarès

### NCAA
- Consensus second-team All-American (2015)
- SEC Freshman of the Year (2015)
- First-team All-SEC (2015)
- SEC All-Freshman Team (2015)
- Parade All-American (2014)
- Trophée Gatorade 2013-2014 du meilleur athlète masculin d'High School du pays.
- McDonald's All-American (2014)

### NBA
- 5 sélections au All-Star Game en 2018, 2019, 2022, 2024 et en 2025.
- 3 fois All-NBA Third Team en 2018, 2022 et 2025.
- NBA Rookie of the Year en 2016.
- NBA All-Rookie First Team en 2016.
- Élu meilleur rookie du mois 6 fois (toute la saison 2015-2016) dans la conférence Ouest[18].
- Élu meilleur joueur de la semaine 3 fois ( 11 avril 2016, 13 mars 2017, 20 novembre 2017) dans la conférence Ouest[18].
- Vainqueur du Skills Challenge lors du All-Star Game 2016.
- Vainqueur du Three-point Contest lors du All-Star Game 2022.
- Lauréat du Kareem Abdul-Jabbar Social Justice Champion Award en 2024[19].

## Statistiques

### Universitaires
Les statistiques de Karl-Anthony Towns en matchs universitaires sont les suivantes :
| Saison    | Équipe   | Matchs | Titul. | Min./m | % Tir | % 3pts | % LF | Rbds/m. | Pass/m. | Int/m. | Ctr/m. | Pts/m. |
| --------- | -------- | ------ | ------ | ------ | ----- | ------ | ---- | ------- | ------- | ------ | ------ | ------ |
| 2014-2015 | Kentucky | 39     | 39     | 21,1   | 56,6  | 25,0   | 81,3 | 6,69    | 1,13    | 0,46   | 2,26   | 10,28  |
| Carrière  | Carrière | 39     | 39     | 21,1   | 56,6  | 25,0   | 81,3 | 6,69    | 1,13    | 0,46   | 2,26   | 10,28  |

### Professionnelles

#### Saison régulière
| Recrue/rookie de la saison |

gras = ses meilleures performances
| Saison        | Équipe        | Matchs | Titul. | Min./m | % Tir | % 3pts | % LF  | Rbds/m. | Pass/m. | Int/m. | Ctr/m. | Pts/m. |
| ------------- | ------------- | ------ | ------ | ------ | ----- | ------ | ----- | ------- | ------- | ------ | ------ | ------ |
| 2015-2016     | Minnesota     | 82     | 82     | 32,0   | 54,3  | 34,1   | 81,1  | 10,43   | 1,96    | 0,71   | 1,68   | 18,33  |
| 2016-2017     | Minnesota     | 82     | 82     | 37,0   | 54,2  | 36,7   | 83,2  | 12,28   | 2,68    | 0,68   | 1,26   | 25,13  |
| 2017-2018     | Minnesota     | 82     | 82     | 35,6   | 54,5  | 42,1   | 85,8  | 12,34   | 2,43    | 0,78   | 1,40   | 21,26  |
| 2018-2019     | Minnesota     | 77     | 77     | 33,0   | 51,8  | 40,0   | 83,6  | 12,39   | 3,36    | 0,87   | 1,62   | 24,42  |
| 2019-2020     | Minnesota     | 35     | 35     | 33,9   | 50,8  | 41,2   | 79,6  | 10,80   | 4,37    | 0,94   | 1,20   | 26,46  |
| 2020-2021     | Minnesota     | 50     | 50     | 33,8   | 48,6  | 38,7   | 85,9  | 10,58   | 4,50    | 0,78   | 1,14   | 24,78  |
| 2021-2022     | Minnesota     | 74     | 74     | 33,5   | 52,9  | 41,0   | 82,2  | 9,82    | 3,64    | 0,97   | 1,12   | 24,57  |
| 2022-2023     | Minnesota     | 29     | 29     | 33,0   | 49,5  | 36,6   | 87,4  | 8,14    | 4,83    | 0,69   | 0,59   | 20,76  |
| 2023-2024     | Minnesota     | 62     | 62     | 32,7   | 50,4  | 41,6   | 87,3  | 8,31    | 3,05    | 0,69   | 0,66   | 21,76  |
| 2024-2025     | New York      | 72     | 72     | 35,0   | 52,6  | 42,0   | 82,9  | 12,80   | 3,10    | 1,00   | 0,70   | 24,40  |
| Carrière      | Carrière      | 645    | 645    | 34,1   | 52,4  | 40,0   | 83,7  | 11,10   | 3,20    | 0,80   | 1,20   | 23,10  |
| All-Star Game | All-Star Game | 5      | 1      | 17,7   | 63,4  | 31,0   | 100,0 | 6,80    | 1,60    | 0,20   | 0,00   | 20,20  |

Mise à jour le 21 avril 2025

#### Playoffs
| Saison   | Équipe    | Matchs | Titul. | Min./m | % Tir | % 3pts | % LF | Rbds/m. | Pass/m. | Int/m. | Ctr/m. | Pts/m. |
| -------- | --------- | ------ | ------ | ------ | ----- | ------ | ---- | ------- | ------- | ------ | ------ | ------ |
| 2018     | Minnesota | 5      | 5      | 34,0   | 46,7  | 27,3   | 73,9 | 13,40   | 2,20    | 0,40   | 1,00   | 15,20  |
| 2022     | Minnesota | 6      | 6      | 37,0   | 48,8  | 45,5   | 86,0 | 10,83   | 2,17    | 0,67   | 2,00   | 21,83  |
| 2023     | Minnesota | 5      | 5      | 36,0   | 45,7  | 25,0   | 75,0 | 10,20   | 2,00    | 0,60   | 0,80   | 18,20  |
| 2024     | Minnesota | 16     | 16     | 32,6   | 46,6  | 36,1   | 85,5 | 9,00    | 2,62    | 0,75   | 0,19   | 19,06  |
| 2025     | New York  | 18     | 18     | 35,5   | 48,8  | 35,1   | 84,5 | 11,61   | 1,33    | 0,72   | 0,67   | 21,44  |
| Carrière | Carrière  | 50     | 50     | 34,7   | 47,6  | 35,0   | 83,1 | 10,72   | 2,00    | 0,68   | 0,72   | 19,78  |

Mise à jour le 2 juin 2025

## Records sur une rencontre en NBA
Les records personnels de Karl-Anthony Towns en NBA sont les suivants, :
| Record de la franchise |

| Type de statistique        | Saison régulière | Saison régulière                | Saison régulière | Playoffs | Playoffs               | Playoffs      |
| Type de statistique        | Record           | Adversaire                      | Date             | Record   | Adversaire             | Date          |
| -------------------------- | ---------------- | ------------------------------- | ---------------- | -------- | ---------------------- | ------------- |
| Points                     | 62               | Hornets de Charlotte            | 23 janvier 2024  | 33       | Grizzlies de Memphis   | 23 avril 2022 |
| Paniers marqués            | 21               | Hornets de Charlotte            | 23 janvier 2024  | 11       | 2 fois                 | 2 fois        |
| Paniers tentés             | 35               | Hornets de Charlotte            | 23 janvier 2024  | 20       | 2 fois                 | 2 fois        |
| Paniers à 3 points réussis | 10               | Hornets de Charlotte            | 23 janvier 2024  | 5        | @ Grizzlies de Memphis | 26 avril 2022 |
| Paniers à 3 points tentés  | 16               | @ Bulls de Chicago              | 6 février 2024   | 9        | Mavericks de Dallas    | 22 mai 2024   |
| Lancers francs réussis     | 17               | Knicks de New York              | 30 novembre 2016 | 14       | Grizzlies de Memphis   | 23 avril 2022 |
| Lancers francs tentés      | 20               | Knicks de New York              | 30 novembre 2016 | 17       | Grizzlies de Memphis   | 23 avril 2022 |
| Rebonds offensifs          | 10               | 2 fois                          | 2 fois           | 6        | Mavericks de Dallas    | 30 mai 2024   |
| Rebonds défensifs          | 21               | @ Celtics de Boston             | 5 janvier 2018   | 13       | 2 fois                 | 2 fois        |
| Rebonds totaux             | 27               | Pelicans de La Nouvelle-Orléans | 12 janvier 2019  | 16       | Rockets de Houston     | 21 avril 2018 |
| Passes décisives           | 11               | 2 fois                          | 2 fois           | 5        | Nuggets de Denver      | 16 mai 2024   |
| Interceptions              | 4                | 4 fois                          | 4 fois           | 3        | @ Grizzlies de Memphis | 26 avril 2022 |
| Contres                    | 6                | 5 fois                          | 5 fois           | 5        | Grizzlies de Memphis   | 21 avril 2022 |
| Balles perdues             | 11               | Heat de Miami                   | 5 avril 2019     | 7        | @ Grizzlies de Memphis | 26 avril 2022 |
| Minutes jouées             | 48               | 76ers de Philadelphie           | 12 décembre 2017 | 43       | @ Grizzlies de Memphis | 16 avril 2022 |

- Double-double : 434 (dont 32 en playoffs)
- Triple-double : 3

Dernière mise à jour : 31 mai 2025

## Salaires
Les gains de Karl-Anthony Towns en NBA sont les suivants :
| Saison      | Équipe                    | Salaire          |
| ----------- | ------------------------- | ---------------- |
| 2015-2016   | Timberwolves du Minnesota | 5 703 600 $      |
| 2016-2017   | Timberwolves du Minnesota | 5 960 160 $      |
| 2017-2018   | Timberwolves du Minnesota | 6 216 840 $      |
| 2018-2019   | Timberwolves du Minnesota | 7 839 435 $      |
| 2019-2020   | Timberwolves du Minnesota | 25 579 688 $     |
| 2020-2021   | Timberwolves du Minnesota | 29 467 800 $     |
| 2021-2022   | Timberwolves du Minnesota | 31 650 600 $     |
| 2022-2023   | Timberwolves du Minnesota | 33 833 400 $     |
| 2023-2024   | Timberwolves du Minnesota | 36 016 200 $     |
| Total Gains | Total Gains               | 182 267 723 $    |
| 2024-2025   | Knicks de New York        | 49 700 000 $     |
| 2025-2026   | Knicks de New York        | 53 676 000 $     |
| 2026-2027   | Knicks de New York        | 57 652 000 $     |
| 2027-2028   | Knicks de New York        | 61 628 000 $ (P) |
| Total       | Total                     | 404 923 723 $    |

- (P) : option joueur

Il signe son contrat rookie le 25 juillet 2015, ce dernier est d'une valeur de 25 720 035 $ sur 4 ans avec des options d'équipe pour les 3e et 4e années de contrat.
Le 23 septembre 2018 alors qu'il entame sa 4e et dernière année de contrat rookie, il signe un nouveau contrat avec les Timberwolves du Minnesota d'une valeur de 158 253 000 $ sur 5 ans.
Le 7 juillet 2022, il signe une prolongation de contrat avec les Timberwolves du Minnesota d'une valeur de 222 656 000 $ sur 4 ans. Le contrat détient une option joueur pour la dernière année.

## Pour approfondir